# Thalassosmittia clavicornis
Thalassosmittia clavicornis är en tvåvingeart som först beskrevs av Saunders 1928.  Thalassosmittia clavicornis ingår i släktet Thalassosmittia och familjen fjädermyggor. Inga underarter finns listade i Catalogue of Life.